# Memphis Queen
| Recensione              | Giudizio |
| ----------------------- | -------- |
| AllMusic                |          |
| Dizionario del Pop-Rock |          |

Memphis Queen è un album discografico della cantante soul statunitense Carla Thomas, pubblicato dall'etichetta discografica Stax Records nel giugno del 1969.

## Tracce

### LP
Lato A
1. I Like What You're Doing (To Me) – 2:50 (Bettye Crutcher, Homer Banks, Raymond Jackson)
2. I Play for Keeps – 2:43 (Ken Barker)
3. Don't Say No More – 2:25 (Carla Thomas)
4. More Man Than I Ever Had – 2:43 (Bettye Crutcher, Raymond Jackson)
5. I've Fallen in Love (With You) – 2:40 (Carla Thomas)
6. He's Beating Your Time – 2:57 (Clyde Wilson, Don Davis)

Lato B
1. Unyielding – 2:43 (Cam Wilson, Don Davis)
2. Strung Out – 2:35 (Fred Briggs)
3. How Can You Throw My Love Away – 2:30 (Roger Bass, Ed Anderson, Donald Davis)
4. Guide Me Well – 3:51 (Isaac Hayes, Dave Porter)
5. Precious Memories – 2:37 (Tony Daniels, Don Davis, Anita Watson)
6. Where Do I Go (From the Love Rock Musical "Hair") – 2:24 (testo: James Rado, Gerome Ragni – musica: Galt MacDermot)

## Musicisti
- Carla Thomas – voce
- Altri musicisti non accreditati

Note aggiuntive
- Don Davis  e Al Bell – produttori
- Ron Capone e Don Davis – ingegneri delle registrazioni
- Honeya Thompson – art direction copertina album
- Bob Stone – foto copertina album[5]

## Classifica
Album
| Anno | Classifica             | Posizione raggiunta |
| ---- | ---------------------- | ------------------- |
| 1969 | Billboard 200          | 151                 |
| 1969 | Top R&B/Hip-Hop Albums | 26                  |

Singoli
| Anno | Titolo del brano                 | Classifica            | Posizione raggiunta |
| ---- | -------------------------------- | --------------------- | ------------------- |
| 1969 | I Like What You're Doing (To Me) | Billboard Hot 100     | 49                  |
| 1968 | Where Do I Go                    | Billboard Hot 100     | 86                  |
| 1969 | I Like What You're Doing (To Me) | Hot R&B/Hip-Hop Songs | 9                   |
| 1969 | I've Fallen in Love              | Hot R&B/Hip-Hop Songs | 36                  |
| 1968 | Where Do I Go                    | Hot R&B/Hip-Hop Songs | 38                  |